# Экитыки (река)
Эки́тыки — река на Дальнем Востоке России, протекает по территории Иультинского района Чукотского автономного округа. Левый и крупнейший приток реки Амгуэма. Длина — 160 км, площадь бассейна 10 300 км².
Название в переводе с чукот. — «незамерзающее».
Протекает через малонаселённые районы. Зимы в этой области долгие и суровые, поэтому поверхность реки остаётся скованной льдом в течение восьми месяцев в году. Наледи высотой до двух метров сохраняются всё лето.

## Гидрография
Берёт истоки с восточных склонов горы Конус Экитыкского хребта, вдоль южных широтных отрогов которого и протекает до впадения в озеро Экитыки, где имеет ярко выраженный горный характер — с порогами и бурным течением. Вытекая из озера река, забирая чуть севернее, выходит на заболоченную равнину и, разбиваясь на два рукава, впадает в Амгуэму.

### Водный режим
Питание реки преимущественно снеговое. Режим стока характеризуется весенним половодьем и несколькими дождевыми подъёмами в конце лета, на которое приходится до 95 % годового стока. Вскрытие реки, ледоход и весеннее половодье проходят в течение июня. В июле вода в русле реки прогревается до +13 °C. Ледостав в конце сентября.
Среднемноголетний расход воды в устье 125 м³/с, объём стока 3,945 км³/год, модуль стока 12,1 л/(с×км²)).

### Состав воды
Мутность речной воды изменяется от 50 до 100 г/м³. Минерализация воды в период повышенного стока воды не превышает 50 мг/л. По химическому составу вода относится к гидрокарбонатному классу и кальциевой группе.

## Ихтиофауна
В водах реки обитают лосось, сиг, ряпушка, хариус, корюшка, щука, налим, кумжа, арктический голец.

## Археология
Близ устья реки обнаружено несколько стоянок древнего человека неустановленной датировки.

## Притоки
Объекты перечислены по порядку от устья к истоку.
- 6 км: река без названия
- 21 км: река без названия
- 26 км: река без названия
- 31 км: Энгергын
- 34 км: Чантальвэргыргын
- 45 км: река без названия
- 65 км: река без названия
- 66 км: река без названия
- 75 км: Конечная
- 80 км: Койвэльвэгыргын
- 88 км: Мысовая
- 89 км: Змейка
- 98 км: Пенистый
- 104 км: Энмываам
- 106 км: Ягельная
- 107 км: Эльгынтаграун
- 117 км: Наэльувеем
- 135 км: Мал. Экитыки